# 奧漢斯克
57°43′N 55°23′E / 57.717°N 55.383°E
奧漢斯克（俄语：Оха́нск）是俄羅斯彼爾姆邊疆區西南部的一個城市、奧漢斯克區行政中心，位於卡馬河（卡馬水庫）西岸，距彼爾姆西南119公里。2002年人口7,994人。
1597年建立，1781年建市。